# Psychopatografie Adolfa Hitlera

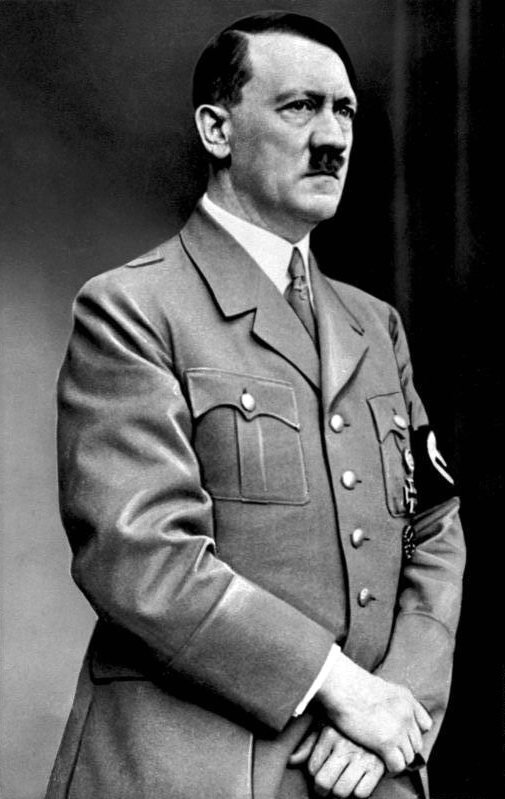
Portrét Adolfa Hitlera, 1937

Psychopatografie Adolfa Hitlera je zastřešující termín pro psychiatrickou (patografickou, psychobiografickou) literaturu, která se zabývá hypotézou, že Adolf Hitler, vůdce nacistického Německa, byl duševně nemocný, navzdory tomu, že Hitlerovi během jeho života žádná duševní porucha diagnostickována nebyla. Hitler byl často spojován s poruchami jako je bipolární porucha, schizofrenie a psychopatie, ať už během jeho života, tak i po jeho smrti. Mezi psychiatry a psychoanalytiky, kteří diagnostikovali Hitlerovi duševní poruchu patří známé osobnosti jako Walter C. Langer a Erich Fromm. Jiní výzkumníci jako Fritz Redlich, dospěli k závěru, že Hitler pravděpodobně tyto poruchy neměl. 

## Pozadí

### Potíže s Hitlerovou psychopatografií

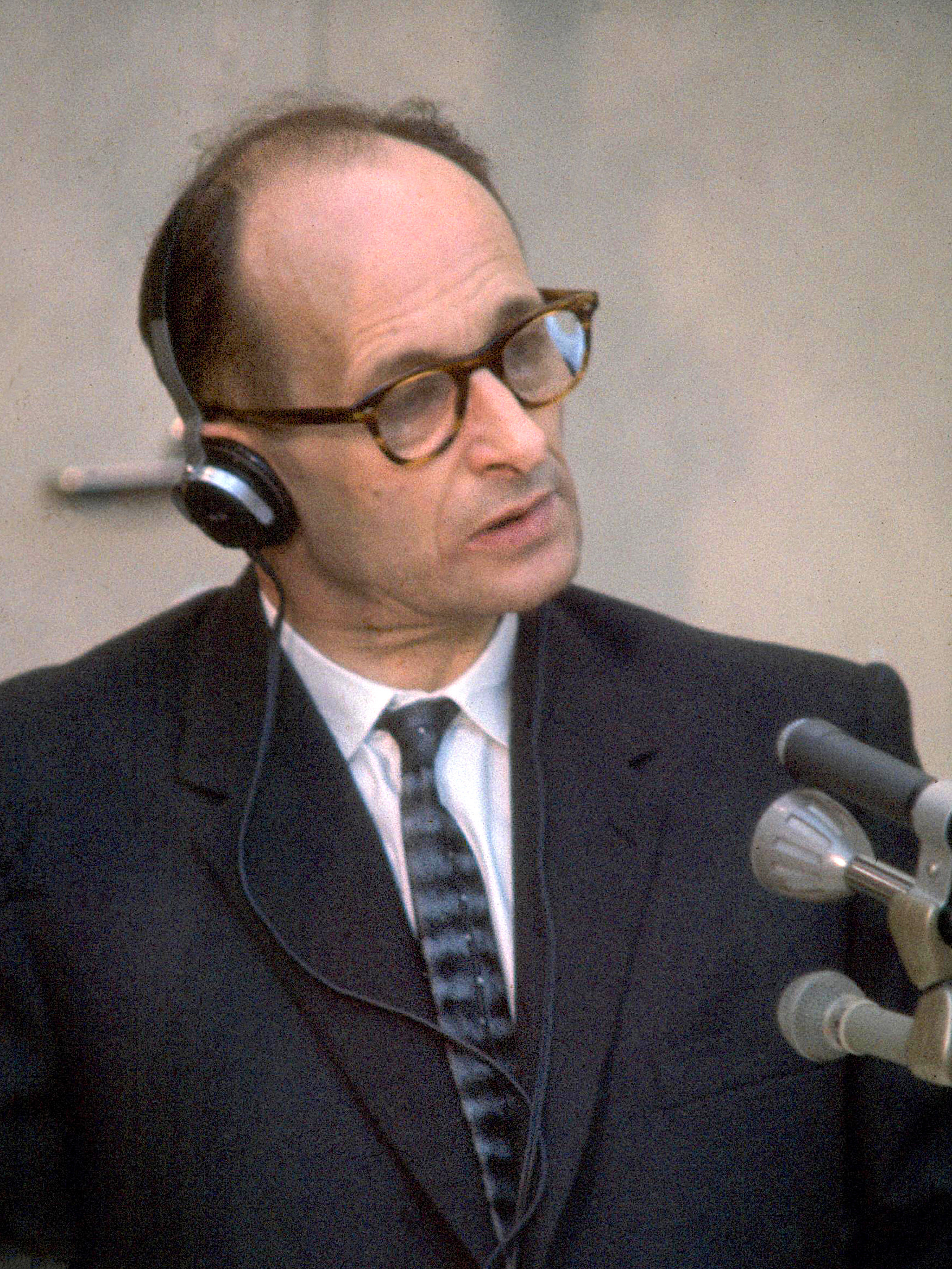
Německá filozofka Hannah Arendtová, která se v roce 1961 zúčastnila procesu s Adolfem Eichmannem (obrázek), zjistila, že ochota spáchat genocidu může být zcela slučitelná s dobrým duševním zdravím.

V psychiatrii má patografie špatnou pověst, zejména diagnostika, která byla prováděna ex post, bez přímého vyšetření pacienta. Je to dokonce považováno za neetické (viz. Goldwaterovo pravidlo ).  Německý psychiatr Hans Bürger-Prinz dokonce prohlásil, že jakákoliv dálková diagnostika představuje „fatální zneužití psychiatrie“.  Nesmírná škála duševních poruch, které se Hitlerovi v průběhu času připisovaly, naznačuje, jak neprůkazná může být tato metoda (viz. tabulka).  Dalším příkladem nedostatků přítomných v mnoha následujících Hitlerových patografiích je buď zcela chybějící nebo hrubě zkrácená diskuse o množství publikací, které již byly na toto téma předloženy jinými autory.
V případě Hitlera představuje psychopatografie zvláštní problémy. Za prvé, autoři, kteří píší o Hitlerových osobních záležitostech, se musí vypořádat s tím, že možná voyeurská čtenářská obec nekriticky přijímá i ty nejskrovněji prokázané spekulace – jako se to stalo v případě knihy Lothara Machtana Skrytý Hitler (2001).  Ještě znepokojivější je varování některých autorů, že patologizovat Hitlera by nevyhnutelně znamenalo zbavit ho alespoň částečně odpovědnosti za jeho činy.  Jiní se obávají, že patologizací nebo démonizací Hitlera by veškerá vina za zločiny nacistického Německa mohla být připsána výhradně na něj, zatímco obyvatelstvo a ti, kteří byli v mocenských pozicích, kteří umožnili Hitlerovi vládnout, by následně byli zbaveni odpovědnosti.  Známá je ražba Hannah Arendtové fráze „banalita zla“ ; v roce 1963 prohlásila, že pro nacistického pachatele jako Adolfa Eichmanna se duševní normálnost a schopnost spáchat masové vraždy vzájemně nevylučují.  K podobnému závěru došel Harald Welzer ve své knize Täter. Wie aus ganz normalen Menschen Massenmörder werden . 
Peter Longerich ve své biografii z roku 2015 poukázal na to, jak Hitler realizoval své politické cíle jako silný diktátor s asertivitou, vysokou připraveností podstoupit riziko a neomezenou mocí.  Někteří autoři byli zásadně proti jakémukoli pokusu o vysvětlení Hitlera, například psychologickými prostředky. Claude Lanzman šel ještě dále a označil takové pokusy za „obscénní“; po dokončení svého filmu Shoah (1985) cítil, že takové pokusy hraničí s popíráním holocaustu, se zvláštní kritikou mířenou na historika Rudolpha Biniona.
Jak upozornil psychiatr Jan Ehrenwald, otázka, jak mohl možná duševně nemocný Hitler získat miliony nadšených stoupenců, kteří podporovali jeho politiku až do roku 1945, byla často opomíjena.  Daniel Goldhagen v roce 1996 tvrdil, že Hitlerův politický vzestup nijak nesouvisel s jeho psychopatologií, ale spíše byl důsledkem nejistých sociálních podmínek, které v té době v Německu existovaly.  Na druhé straně, někteří autoři poznamenali, že postavy jako Charles Manson a Jim Jones, kteří byli popsáni jako osoby s těžkou duševní chorobou, jako je schizofrenie, přesto uspěli v tom, že měli obrovský vliv na své skupiny stoupenců.  Brzy na to byl také vyjádřen názor, že Hitler byl schopen zvládnout svou psychopatologii obratně a byl si vědom toho, jak by mohl využít své symptomy k účinnému řízení emocí svého publika.  Jiní autoři namítali, že Hitlerovi následovníci sami byli duševně narušeni; důkazy pro toto tvrzení však nebyly předloženy.  Otázkou, jak mohla být Hitlerova individuální psychopatologie spojena s nadšením jeho následovníků, se poprvé zabýval v roce 2000 interdisciplinární tým autorů Matussek/Matussek/Marbach.

### Seznam údajných poruch
| Údajná porucha                                      | autoři                                                                                                 |
| --------------------------------------------------- | --- |
| Hysterie, histriónská porucha osobnosti             | Wilmanns (1933), Murray (1943), Langer (1943), Binion (1976), Tyrer (1993)                             |
| Schizofrenie, paranoia                              | Vernon (1942), Murray (1943), Treher (1966), Schwaab (1992), Tyrer (1993), Coolidge/Davis/Segal (2007) |
| Psychotické příznaky v důsledku úžívání drog        | Heston/Heston (1980)                                                                                   |
| Psychotické příznaky způsobené fyzickým onemocněním | Gibbels (1994), Hesse (2001), Hayden (2003)                                                            |
| Psychopatie, antisociální porucha osobnosti         | Bychowski (1948), Henry/Geary/Tyrer (1993), Coolidge/Davis/Segal (2007)                                |
| Narcistická porucha osobnosti                       | Sleigh (1966), Bromberg/Small (1983), Coolidge/Davis/Segal (2007)                                      |
| Sadistická porucha osobnosti                        | Coolidge/Davis/Segal (2007)                                                                            |
| Hraniční porucha osobnosti                          | Bromberg/Small (1983), Victor (1999), Dorpat (2003), Coolidge/Davis/Segal (2007)                       |
| Posttraumatická stresová porucha                    | Dorpat (2003), Koch-Hillebrecht (2003), Vinnai (2004), Coolidge/Davis/Segal (2007)                     |
| Abnormální lateralizace mozku                       | Martindale/Hasenfus/Hines (1976)                                                                       |
| Schizotypní porucha osobnosti                       | Rappaport (1975), Waite (1977)                                                                         |
| Porucha nebezpečného vůdce                          | Mayer (1993)                                                                                           |
| Bipolární porucha                                   | Hershman/Lieb (1994)                                                                                   |
| Aspergerův syndrom                                  | Fitzgerald (2004)                                                                                      |

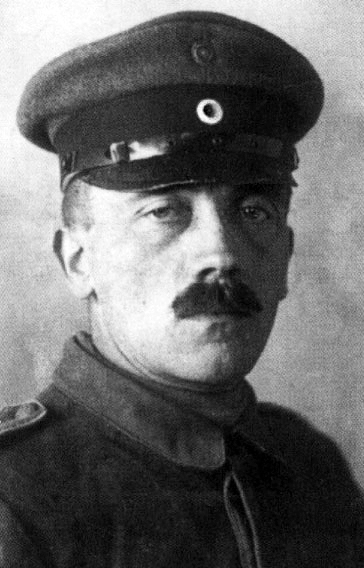
Hitler v roce 1921

Oswald Bumke, psychiatr a Hitlerův současník, předpokládal, že Hitler nebyl nikdy vyšetřen psychiatrem.  Jediný psychiatr, se kterým se Hitler prokazatelně osobně setkal – mnichovský profesor Kurt Schneider – nebyl Hitlerovým lékařem. Zatímco lékařské dokumenty, které umožňují závěry o Hitlerově fyzickém zdraví, byly nalezeny a zpřístupněny pro výzkum (viz také Adolf Hitler#Health ), chybí původní dokumenty, které by umožnily posouzení Hitlerova duševního stavu. 
Spekulace o možném psychiatrickém hodnocení Hitlera za jeho života se soustředí na jeho pobyt ve vojenské nemocnici Pasewalk na konci roku 1918. Hitler byl přijat do nemocnice po otravě hořčičným plynem, kterému byl vystaven během bitvy ve Flandrech . V Mein Kampf se o tomto pobytu v nemocnici zmiňuje v souvislosti se svou bolestivou dočasnou slepotou a s „neštěstím“ a „šílenstvím“ německé revoluce v letech 1918–1919 a německou válečnou porážkou, o nichž se dozvěděl během svého zotavování, které spustilo obnovenou slepotu. Hitler, stejně jako jeho první životopisci, si všimli jeho silné fyzické reakce na historické události, protože tento návrat do slepoty identifikoval bod obratu, ve kterém Hitler pocítil poslání stát se politikem a spasitelem Německa. 
Již za Hitlerova života někteří psychiatři usoudili, že takový relaps bez organického vysvětlení je nutné označit za hysterický příznak.  Diagnóza hysterie měla svůj vrcholný rozkvět s psychoanalýzou Sigmunda Freuda, ale stále se používala ve 30. a 40. letech 20. století. Ztráta smyslových orgánů patřila vedle sebestředného a teatrálního chování k typickým symptomům. Psychiatr Karl Wilmanns prý na přednášce řekl: „Hitler měl hysterickou reakci poté, co byl pohřben zaživa na poli“; Wilmanns pak ztratil svou pozici v roce 1933.  Jeho asistent Hans Walter Gruhle trpěl kvůli podobným prohlášením profesními znevýhodněními.  V moderní psychiatrii se termín „hysterie“ již nepoužívá; dnes jsou odpovídající symptomy spojovány spíše s disociativní poruchou nebo histriónskou poruchou osobnosti . 
O Hitlerově pobytu v nemocnici se ví jen málo. Není ani jisté, jaké symptomy byly prezentovány. Hitlerův lékařský záznam z Pasewalk, který mohl potvrdit nebo vyvrátit diagnózu, byl již koncem 20. let považován za ztracený.  

#### Psychiatrická studie Hitlera(1943)
Během druhé světové války shromáždila zpravodajská agentura Spojených států OSS informace o Hitlerově osobnosti a pověřila výzkumný tým vedený Walterem Charlesem Langerem, aby v roce 1943 vypracoval psychologické zprávy.  V jedné z těchto zpráv, nazvané Psychiatrická studie Hitlera, byla vyvinuta hypotéza, že Hitler byl léčen v Pasewalk psychiatrem Edmundem Forsterem, který v roce 1933 spáchal sebevraždu ze strachu z odvety. Výchozím bodem této zprávy bylo svědectví psychiatra Karla Kronera, který v nemocnici v roce 1918 také působil. Kroner potvrdil zejména to, že Forster vyšetřoval Hitlera a že mu diagnostikoval „hysterii“. Zpráva byla držena pod zámkem, ale na počátku 70. let byla znovu objevena americkým Hitlerovým životopiscem Johnem Tolandem.  Nicméně někteří Kronerovo svědectví odmítají. Jan Armbruster a Peter Theiss-Abendroth (2016) píší: „Karl Kroner sotva unikl z německého koncentračního tábora a zjistil, že je pro něj obtížné uživit se na Islandu, protože jeho lékařský diplom nebyl uznán místními úřady. Možná se tedy pokusil urychlit proces udělování víz do USA tím, že se stal nenahraditelným. Vzhledem ke zjevné nadsázce a zkreslení v jeho vyprávění a obrovskému tlaku, kterému byl vystaven, může sloužit jako svědek pro řadu věcí – ale rozhodně ne pro tak zásadní aspekt dějin, jako je ten, o který se zde jedná.“ 

#### Já, očitý svědek(1963)
V roce 1939 napsal rakouský lékař a spisovatel Ernst Weiss, který žil ve Francii v exilu, román Ich, der Augenzeuge („Já, očitý svědek“), fiktivní autobiografii lékaře, který vyléčil „hysterického“ vojáka A. . H. z Braunau, který v zákopech ztratil zrak. Děj se odehrává v nemocnici Reichswehru na konci roku 1918. Protože jeho znalosti mohly být pro nacisty nebezpečné, je (fiktivní) lékař v roce 1933 umístěn do koncentračního tábora a propuštěn až poté, co odevzdá lékařské záznamy.
Ernst Weiss, autor, spáchal sebevraždu po vstupu německých vojsk do Paříže. Byl Žid a bál se deportace. Jeho román vyšel v roce 1963. Věřilo se, že Weissovy poznatky o Hitlerově pobytu v nemocnici pocházejí ze současné biografické literatury.

#### Spekulace o hypnoterapii
Počínaje předpoklady zpravodajské zprávy a po Weissově románu řada výzkumníků a autorů postupně vyvinula podezření na možné zapojení Forstera do údajně bezpečně zavedené hypnoterapie .  Tyto rekonstrukce jsou sporné nejen proto, že nepřinášejí žádné nové důkazy; od počátku také vylučují alternativní výklady, široce přehlížejí historický kontext a přehlížejí dokonce i to, že Forster zastával pohled na hysterii, která by ho přivedla k jiným metodám léčby než hypnóze. 
- Rudolph Binion, historik z Brandeis University, považuje domnělou diagnózu hysterie za klamnou; ve své knize Hitler mezi Němci z roku 1976 však podezření tajné služby vyzvedl a rozšířil. Binion předpokládal, že se Weiss setkal s Forsterem osobně a obdržel od něj kopii lékařského záznamu, na kterém byl založen jeho román. V návaznosti na román pak Binion předpokládá, že Forster podrobil slepého, fanatického Hitlera hypnotické sugesci a později, poté, co byl suspendován ze státní služby a ze strachu z perzekuce gestapem, si vzal život. [18] Jediný důkaz pro tyto předpoklady je vyložen z Forsterova dědictví, zatímco neexistuje ani důkaz o tom, jaký druh kontaktu měl Forster s Hitlerem. [44]
- V roce 1998 David E. Post, forenzní psychiatr na Louisianské státní univerzitě, publikoval článek, ve kterém byla hypotéza, že Forster léčil Hitlerovu domnělou hysterii hypnózou podána jako prokázaná skutečnost. Příspěvek nezahrnoval žádný zdokumentovaný osobní výzkum. [49]
- Britský neuropsycholog David Lewis, částečně inspirovaný Binionem, publikoval knihu Muž, který vynalezl Hitlera (2003). Lewis vylíčil Forsterovu hypnózu jako fakt a důvod pro Hitlerovu proměnu z poslušného vojáka na rázného a charismatického politika. V knize je Forster nazýván „tvůrcem“ Hitlera. [50]
- Další knihu inspirovanou Binionem vydal Manfred Koch-Hillebrecht, německý psycholog a emeritní profesor politiky na univerzitě v Koblenzi : Hitler. Ein Sohn des Krieges (2003). Koch-Hillebrecht se pokusil dokázat, že Hitler měl posttraumatickou stresovou poruchu a popisuje, jak Forster podrobil svého údajného pacienta šokové terapii, aby mohl znovu bojovat v boji. [31]
- V Německu v roce 2004 vydal právník Bernhard Horstmann svou knihu Hitler in Pasewalk, ve které popisuje, jak Forster Hitlera „uzdravil“ „geniálně“ použitou hypnózou nejen z jeho hysterické slepoty, ale obdařil ho i pocitem všemohoucnosti a smysl pro poslání, který se stal pro Hitlera jako politika tak charakteristický. V této knize není předložen žádný jiný důkaz jako příběh Weissova románu. [51]
- V roce 2006 Franziska Lamott, profesorka forenzní psychoterapie na univerzitě v Ulmu, napsala v článku: „[...] jak je potvrzeno v lékařských záznamech o léčbě desátníka Adolfa Hitlera psychiatrem Prof. Edmundem Forsterem, ten ho osvobodil od hysterické slepoty pomocí hypnózy.“ [52]

Kritické komentáře k těmto spekulacím se objevily již brzy. Jak ale soudil psychiatrický historik Jan Armbruster ( University of Greifswald ), nebyly dostatečně přesvědčivé, jako v případě novináře Ottmara Katze, autora biografie Hitlerova osobního lékaře Theodora Morella (1982).  Katz naznačil, že Karl Kroner mohl mít osobní důvody k nahlášení některých nepravd: Kroner, který žil jako židovský uprchlík v Reykjavíku a byl nucen vydělávat si jako dělník, možná doufal, že ho americké úřady nejen uznají klíčovým svědkem, ale také mu pomohou obnovit jeho lékařskou praxi.  Komplexní test věrohodnosti nakonec provedl berlínský psychiatr a psychoterapeut Peter Theiss-Abendroth v roce 2008.  V roce 2009 Armbruster provedl tuto analýzu kupředu, zcela rozložil hypotézy Hitlerovy diagnózy hysterie a hypnoterapii a podrobně ukázal, jak se příběh o údajné Hitlerově léčbě Forsterem v letech 1943 až 2006 postupně propracovával a podrobně prováděl, nikoli kvůli hodnocení historických dokumenty, ale k neustálému přidávání narativních ozdob. Kromě toho Armbrusterova práce nabízí dosud nejkomplexnější kritiku metodologických slabin mnoha Hitlerových patografií. 

### Walter C. Langer (1943)
Jedním z mála autorů, kteří uvedli, že Hitler vykazoval známky hysterie, aniž by jako hlavní důkaz použil epizodu Pasewalk a údajnou Hitlerovu léčbu Forsterem, byl americký psychoanalytik Walter C. Langer. Langer tajně napsal svou studii v roce 1943 pro Úřad strategických služeb (OSS). Se svým týmem vedl rozhovory s mnoha lidmi, kteří byli k dispozici americkým zpravodajským službám a kteří Hitlera osobně znali. Dospěli ke konečnému soudu, že Hitler byl „hysterický na pokraji schizofrenie“. Studie byla dlouhou dobu utajována a publikována v roce 1972 pod názvem Mysl Adolfa Hitlera.

## Psychóza
Již za jeho života bylo mnoho prvků v Hitlerově osobním přesvědčení a chování klasifikováno psychiatry jako příznaky schizofrenie, například jeho víra, že byl osudem vybrán, aby osvobodil německý lid od jejich údajné nejnebezpečnější hrozby, Židů .

### WHD Vernon (1942) a Henry Murray (1943)
Jedním z prvních, kdo Hitlerovi připsal klasické příznaky schizofrenie, byl kanadský psychiatr WHD Vernon. V roce 1942 argumentoval v eseji, že Hitler zažívá halucinace, slyší hlasy, paranoiu a megalománii. Vernon napsal, že Hitlerova osobnostní struktura – i když celkově v rozmezí normálu – by měla být popsána jako inklinující k paranoidnímu typu. 
O rok později Henry Murray, psycholog z Harvardovy univerzity tyto názory rozvinul. Stejně jako Walter C. Langer napsal Murray svou zprávu Analýza osobnosti Adolfa Hitlera jménem OSS. Došel k závěru, že Hitler kromě hysterických příznaků vykazuje všechny klasické příznaky schizofrenie: přecitlivělost, záchvaty paniky, iracionální žárlivost, paranoiu, fantazie o všemohoucnosti, iluze vznešenosti, víru v mesiášské poslání a extrémní paranoiu. Považoval ho za posazeného mezi hysterii a schizofrenii, ale zdůraznil, že Hitler měl značnou kontrolu nad svými patologickými sklony a že je záměrně využíval, aby rozdmýchal nacionalistické nálady mezi Němci a jejich nenávist k údajným pronásledovatelům. Stejně jako Langer se Murray domníval, že je pravděpodobné, že Hitler nakonec ztratí víru v sebe a ve svůj „osud“ a pak spáchá sebevraždu . 

### Wolfgang Treher (1966)
Pokusy dokázat, že Hitler měl plně rozvinutou psychózu v klinickém smyslu, byly učiněny jen příležitostně. Příkladem je kniha Hitler, Steiner, Schreber (1966) od freiburského psychiatra Wolfganga Trehera. Treher vysvětluje, že jak Rudolf Steiner (jehož antroposofii připisuje duševní chorobě), tak Hitler měli schizofrenii. Píše, že oběma se podařilo zůstat v kontaktu s realitou, protože měli možnost vytvořit si vlastní organizace (Steiner: Antroposofická společnost ; Hitler: NSDAP a její četné podskupiny), které mohli ovlivňovat podle svých klamů – a vyhnout se, normálně očekávanému, "schizofrennímu stažení". Treher shledává Hitlerovu megalománii a paranoiu vskutku zarážející. 

### Edleff Schwaab (1992)
V roce 1992 publikoval německo-americký klinický psycholog Edleff H. Schwaab svou psychobiografií Hitler's Mind, ve které uvádí, že Hitlerova představivost – zejména jeho posedlost domnělou hrozbou, kterou představují Židé – musí být popsána jako výsledek paranoie. Schwaab má podezření, že příčina této poruchy má kořeny v traumatickém dětství, kterému dominovala depresivní matka a tyranský otec. 

### Paul Matussek, Peter Matussek, Jan Marbach (2000)
Kniha Hitler – Karriere eines Wahns (2000) je výsledkem společného úsilí psychiatra Paula Matuska, mediálního teoretika Petera Matuska a sociologa Jana Marbacha překonat tradici jednorozměrné psychiatrické patografie a místo toho hledat interdisciplinární přístup s přihlédnutím k sociohistorickým rozměrům. Vyšetřování se nezaměřuje ani tak na Hitlerovu osobní psychopatologii, jako spíše na popis „interakce“ mezi individuálními a kolektivními faktory, které tvořily celkovou dynamiku hitlerovského šílenství. Kniha specifikuje souhru mezi Hitlerovou vůdcovskou rolí (která byla nabitá psychotickými symptomy) na jedné straně a fascinací, kterou tato role vyvolala u jeho následovníků na straně druhé. Autoři docházejí k závěru, že nacistické zločiny byly skutečně výrazem šílenství, ale šílenství, které veřejnost přijala tak silně, že se psychotický Hitler a jeho stoupenci fakticky vzájemně stabilizovali ve svém „šíleném“ vidění světa.

### Frederic L. Coolidge, Felicia L. Davis, Daniel L. Segal (2007)
Pokud jde o metodologii, nejpropracovanější psychologické hodnocení Hitlera bylo provedeno v roce 2007 výzkumným týmem na University of Colorado . Tato studie se lišila od všech dřívějších prací svým otevřeným, průzkumným přístupem. Tým systematicky testoval, které duševní poruchy Hitlerovo chování mohlo či nemuselo naznačovat. Byla to první Hitlerova patografie, která byla důsledně empirická .  Psychologové a historici zhodnotili předané zprávy lidí, kteří znali Hitlera, a vyhodnotili tyto účty v souhlasu s rozvinutým diagnostickým nástrojem, který počítal s širokým rozsahem osobnostích, klinických, a neuropsychologických poruch. Podle této studie vykazoval Hitler zjevné rysy paranoie, ale také antisociální, sadistické a narcistické poruchy osobnosti a výrazné rysy posttraumatické stresové poruchy. 

### Organicky způsobené psychotické příznaky
Hitlerovy údajné psychotické symptomy byly opakovaně připisovány možným organickým příčinám. Psychiatr Günter Hermann Hesse byl například přesvědčen, že Hitler pociťoval dlouhodobé následky otravy plynem během 1. světové války 

#### Syfilis
Koncem osmdesátých let Ellen Gibbelsová ( Univerzita v Kolíně nad Rýnem ) přisuzovala chvění končetin v Hitlerových pozdějších letech Parkinsonově chorobě, což je široce držený konsenzus ve výzkumné komunitě.  , někteří výzkumníci interpretovali Hitlerův třes jako symptom pokročilého syfilisu, naposledy americká historička Deborah Hayden. Hayden spojuje obecnou parézu, kterou Hitler – podle jejího názoru – měl od roku 1942 s mentálním úpadkem v posledních letech jeho života, zejména s jeho „paranoidními záchvaty vzteku“.  Lékař Frederick Redlich však uvedl, že neexistuje žádný důkaz, který by naznačoval, že Hitler měl syfilis.

#### Parkinsonova choroba
Možnost, že Hitler měl Parkinsonovu chorobu, nejprve zkoumal Ernst-Günther Schenck  a později Ellen Gibbels.  V roce 1994 Gibbels publikoval článek, který se zabýval otázkou, zda ho Hitlerova nervová choroba mohla také psychicky poškodit. 

## Psychopatie / antisociální porucha osobnosti
Vzhledem k nelidskosti svých zločinů byl Hitler brzy spojován s „ psychopatií “, těžkou poruchou osobnosti, jejímiž hlavními příznaky jsou velký nebo úplný nedostatek empatie, společenské odpovědnosti a svědomí . Biologicky determinovaný koncept stále hraje roli v psychiatrické forenzní vědě, ale již se nenachází v moderních lékařských klasifikačních systémech ( DSM-IV a MKN-10 ). Dnes jsou odpovídající klinické obrazy většinou klasifikovány jako známky antisociální poruchy osobnosti . Symptomatologie je však vzácná a na rozdíl od populárního diskurzu, kde je klasifikace Hitlera jako „psychopata“ samozřejmostí,  psychiatři se ho jen příležitostně pokoušeli spojovat s psychopatií nebo antisociální poruchou osobnosti.

### Gustav Bychowski (1948)
Brzy na to některé Hitlerovy patografie braly v úvahu nejen psychologické, ale také historické a sociologické aspekty. Tento interdisciplinární přístup vyvinul psychiatr Wilhelm Lange-Eichbaum již v roce 1928.  Nejčasnější sociálně-psychologická patografie Hitlera se objevila v roce 1948 v antologii Gustava Bychowského Dictators and Disciples .  V tomto svazku Bychowski, polsko-americký psychiatr, porovnal několik historických osobností, které úspěšně provedly státní převrat : Julius Caesar, Oliver Cromwell, Maximilien Robespierre, Hitler a Josef Stalin . Došel k závěru, že všichni tito muži měli nadbytek rysů, které je nutno klasifikovat jako „psychopatické“, jako je tendence vystupovat z podnětů nebo promítat své vlastní nepřátelské podněty na jiné lidi nebo skupiny. 

### Desmond Henry, Dick Geary, Peter Tyrer (1993)
V roce 1993 publikoval interdisciplinární tým Desmond Henry, Dick Geary a Peter Tyrer esej, ve které vyjádřili svůj společný názor, že Hitler měl antisociální poruchu osobnosti, jak je definována v MKN-10. Psychiatr Tyrer byl přesvědčen, že Hitler navíc vykazuje známky paranoie a histriónské poruchy osobnosti . 

## Hlubinné psychologické přístupy
Zatímco psychiatricky orientovaní autoři se při jednání s Hitlerem snažili především diagnostikovat u něj specifickou klinickou poruchu, někteří jejich kolegové, kteří vyznávají hlubokou psychologickou doktrínu jako psychoanalytickou školu Sigmunda Freuda, měli v první řadě zájem vysvětlit jeho monstrózně destruktivní chování. V souladu s těmito doktrínami předpokládali, že Hitlerovo chování a vývoj jeho charakteru byly poháněny nevědomými procesy, které byly zakořeněny v jeho nejranějších letech. Patografie, které jsou inspirovány hlubinnou psychologií, se typicky pokoušejí rekonstruovat scénář Hitlerova dětství a mládí. Autoři jako Gerhard Vinnai občas začali s hloubkovou psychologickou analýzou, ale pak pokročili daleko za původní přístup.

### Erich Fromm (1973)
Mezi nejznámější Hitlerovy patografie patří kniha Ericha Fromma z roku 1973 Anatomy of Human Destructiveness . Frommovým cílem bylo zjistit příčiny lidského násilí . Své znalosti o osobě Hitlera čerpal z několika zdrojů, jako jsou memoáry Hitlerova přítele z dětství Augusta Kubizeka (1953), Hitlerova biografie Wernera Masera (1971), a co je nejdůležitější, článek Bradleyho F. Smithe o Hitlerovo dětství a mládí (1967). 
Frommova patografie do značné míry navazuje na koncept psychoanalýzy Sigmunda Freuda a uvádí, že Hitler byl nezralý, sebestředný snílek, který nepřekonal svůj dětský narcismus; v důsledku své nedostatečné adaptace na realitu byl vystaven ponížení, které se snažil překonat pomocí chtíčivé destruktivity („ nekrofilie “). Důkazy o této touze zničit – včetně takzvaného Neronova dekretu – byly tak pobuřující, že je třeba předpokládat, že Hitler nejen jednal destruktivně, ale byl poháněn „destruktivním charakterem“. 

### Helm Stierlin (1975)
V roce 1975 vydal německý psychoanalytik a rodinný terapeut Helm Stierlin svou knihu Adolf Hitler. Familienperspektiven, ve kterém podobně jako Fromm nastolil otázku psychologických a motivačních základů Hitlerovy agrese a vášně pro destrukci. Jeho studie se silně zaměřuje na Hitlerův vztah k jeho matce Kláře . Stierlin cítil, že Hitlerova matka měla své zmařené naděje, které silně delegovala na svého syna, i když ani pro něj nebyly možné je uspokojit. 

### Alice Miller (1980)
Švýcarská badatelka z dětství Alice Millerová dala Hitlerovi část ve své knize Pro vaše vlastní dobro z roku 1980. Miller vděčila za své znalosti o Hitlerovi biografickým a patografickým dílům, jako jsou díla Rudolfa Oldena (1935), Konrada Heidena (1936/37), Franze Jetzingera (1958), Joachima Festa (1973), Helma Stierlina (1975) a Johna Tolanda . (1976). Napsala, že rodinné prostředí, ve kterém Hitler vyrůstal, nebylo ovládáno pouze autoritářským a často brutálním otcem Aloisem Hitlerem, ale dalo by se charakterizovat jako „prototyp totalitního režimu“. Napsala, že Hitlerova nenávistná a destruktivní osobnost, která později způsobila utrpení milionům lidí, se utvořila při ponižujícím a pokořujícím zacházení a bitím od svého otce jako dítěte. Miller věří, že matka, jejíž první tři děti zemřely v raném věku, byla stěží schopná pěstovat ke svému synovi vřelý vztah. Tvrdí, že Hitler se brzy identifikoval se svým tyranským otcem a později přenesl trauma z jeho rodičovského domu do Německa; jeho současníci ho ochotně následovali, protože prožili dětství, které bylo velmi podobné.
Miller také poukázal na to, že Johanna Pölzl, kverulentní sestra Kláry Hitlerové, která s rodinou žila celé Hitlerovo dětství, měla možná duševní poruchu. Pölzl, který zemřel v roce 1911, byl podle svědků schizofrenik nebo mentálně postižený . 

### Norbert Bromberg, Verna Volz Small (1983)
Další Hitlerova patografie byla předložena v roce 1983 newyorským psychoanalytikem Norbertem Brombergem ( Albert Einstein College of Medicine ) a spisovatelkou Vernou Volz Smallovou. V této knize Hitlerova psychopatologie Bromberg a Small tvrdí, že mnohé z Hitlerových osobních projevů a činů je třeba považovat za projev vážné poruchy osobnosti . Při zkoumání jeho rodinného zázemí, dětství a mládí a jeho chování v dospělosti, jako politika a vládce, našli mnoho vodítek, že Hitler byl v souladu jak s příznaky narcistické poruchy osobnosti, tak s hraniční poruchou osobnosti ( viz také níže ). Brombergova a Smallova práce byla kritizována za nespolehlivé zdroje, na kterých je založena, a za spekulativní zacházení s Hitlerovou předpokládanou homosexualitou .  (Viz také: Sexualita Adolfa Hitlera, Růžový svastika . )
Názor, že Hitler měl narcistickou poruchu osobnosti, nebyl nový; Alfred Sleigh ji zastupoval již v roce 1966. 

### Béla Grunberger, Pierre Dessuant (1997)
Francouzský psychoanalytik Béla Grunberger a Pierre Dessuant zahrnuli část o Hitlerovi do své knihy z roku 1997 Narcissisme, christianisme, antisémitisme . Stejně jako Fromm, Bromberg a Small se zajímali zejména o Hitlerův narcismus, který se snažili vysledovat podrobným výkladem Hitlerových údajných sexuálních praktik a problémů se zácpou . 

### George Victor (1999)
Psychoterapeut George Victor měl zvláštní zájem o Hitlerův antisemitismus . Ve své knize Hitler: The Pathology of Evil z roku 1999 předpokládal, že Hitler byl posedlý nejen nenávistí k Židům, ale také sebenenávistí a že měl vážnou (hraniční) poruchu osobnosti. Victor zjistil, že všechny tyto problémy mají svůj původ ve zneužívání, které zažil jako dítě svým otcem – který, jak věřil, byl židovského původu.  (Viz také Alois Hitler#Biologický otec . )

## Posttraumatická stresová porucha
Ačkoli je obecně nesporné, že Hitler měl formativní zkušenosti jako frontový voják v první světové válce, teprve na počátku 21. století přišli psychologové s úvahou, že alespoň část jeho psychopatologie lze připsat válečnému traumatu.

### Theodore Dorpat (2003)
V roce 2003 Theodore Dorpat, rezidentní psychiatr v Seattlu, vydal svou knihu Wounded Monster, ve které Hitlerovi připsal komplexní posttraumatickou stresovou poruchu . Předpokládal, že Hitler nejen zažil válečné trauma, ale – v důsledku fyzického a psychického týrání Hitlerovým otcem a rodičovského selhání jeho depresivní matky – také chronické trauma z dětství. Dorpat je přesvědčen, že Hitler projevil známky této poruchy ve věku 11 let. Podle Dorpata lze mnohé z Hitlerových osobnostních rysů – jako je jeho nestálost, zloba, sadomasochistická povaha jeho vztahů, jeho lidská lhostejnost a vyhýbání se studu – vysledovat až k traumatu. 
V témže roce již zmíněný německý psycholog Manfred Koch-Hillebrecht přišel s domněnkou, že Hitler měl posttraumatickou stresovou poruchu z válečných zážitků.

### Gerhard Vinnai (2004)
V následujícím roce sociální psycholog Gerhard Vinnai ( Univerzita v Brémách ) dospěl k podobným závěrům. Když Vinnai psal své dílo Hitler – Scheitern und Vernichtungswut (2004; „Hitler – Selhání a zuřivost zkázy“), měl psychoanalytický výchozí bod; Hitlerovu knihu Mein Kampf nejprve podrobil hloubkové psychologické interpretaci a pokusil se na pozadí svého dětství a mládí rekonstruovat, jak Hitler zpracovával své zážitky z 1. světové války. Vinnai ale podobně jako Dorpat vysvětluje destruktivní potenciál v Hitlerově psychice ani ne tak v důsledku zážitků z raného dětství, jako spíše v důsledku traumatu, které Hitler prožil jako voják v 1. světové válce. Nejen Hitler, ale podstatná část německé obyvatelstvo bylo postiženo takovým válečným traumatem. Vinnai poté opouští psychoanalytický diskurz a komentuje sociálně psychologické otázky, například jak se Hitlerův politický světový názor mohl vynořit z jeho traumatu a jak to mohlo oslovit velké množství lidí. 
V roce 2007 výše uvedení autoři Coolidge, Davis a Segal také předpokládali, že Hitler měl posttraumatickou stresovou poruchu.

## Užívání psychoaktivních drog
Hitler pravidelně konzumoval metamfetamin, barbituráty, amfetamin, opiáty a kokain .   V roce 2015 Norman Ohler publikoval dílo Der totale Rausch („Totální rauš“, v roce 2016 přeloženo do angličtiny jako Blitzed: Drugs in Nazi Germany), ve kterém tvrdí, že veškeré Hitlerovo iracionální chování lze přičíst jeho nadměrnému užívání drog. Helena Baropová, která knihu recenzovala v Die Zeit, napsala, že Ohlerův popis není založen na solidním výzkumu. 

## Menšinové názory
Hypotézy jako ty, že Hitlerova osobnost a chování poukazovaly na poruchu osobnosti, posttraumatickou stresovou poruchu nebo schizofrenii, nebyly nesporné, ale opakovaně nacházely podporu kolegů psychiatrů. To neplatí pro následující Hitlerovy patografie, jejichž autoři jsou se svými diagnózami do značné míry sami.

### Abnormální lateralizace mozku: Colin Martindale, Nancy Hasenfus, Dwight Hines (1976)
V eseji publikované v roce 1976 psychiatři Colin Martindale, Nancy Hasenfus a Dwight Hines ( Univerzita v Maine ) navrhli, že Hitler měl dílčí funkci levé hemisféry mozku . Poukazovali na třes jeho levých končetin, jeho sklon k pohybům očí doleva a údajné chybějící levé varle . Věřili, že Hitlerovo chování bylo ovládáno jeho pravou mozkovou hemisférou, což byla situace, která vyústila v příznaky, jako je sklon k iracionálním, sluchovým halucinacím a nekontrolovaným výbuchům. Martindale, Hasenfus a Hines dokonce tušili, že dominance pravé hemisféry přispěla ke dvěma základním prvkům Hitlerovy politické ideologie: antisemitismu a ideologii Lebensraum . 

### Schizotypální porucha osobnosti: Robert GL Waite (1977)
Robert GL Waite, psychohistorik na Williams College, pracoval na interdisciplinárním zkoumání nacismu od roku 1949, kdy kombinoval historiografické a psychoanalytické metody. V roce 1977 publikoval svou studii Psychopatický Bůh, ve které zastával názor, že Hitlerovu kariéru nelze pochopit bez ohledu na jeho patologickou osobnost. Waite předpokládal, že Hitler měl schizotypální poruchu osobnosti, stav, který byl v té době obsažen v definici „hraniční poruchy osobnosti“. Termín dostal svůj dnešní význam až na konci 70. let; do té doby „hraniční porucha osobnosti“ označovala širší soubor poruch v hraniční oblasti neurózy a schizofrenie, pro které Gregory Zilboorg také zavedl termín „ambulantní schizofrenie“.  Jako vodítko, že Hitler měl tento stav, Waite specifikoval Hitlerův oidipovský komplex, jeho infantilní fantazii, jeho nestálou nedůslednost a jeho údajnou koprofilii a urolagnii .  Waiteho pohled částečně koresponduje s názorem vídeňského psychiatra a přeživšího Buchenwald Ernesta A. Rappaporta, který již v roce 1975 označil Hitlera za „chodícího schizofrenika“. 

### Porucha nebezpečného vůdce: John D. Mayer (1993)
Osobnostní psycholog John D. Mayer ( University of New Hampshire ) publikoval v roce 1993 esej, ve které navrhl nezávislou psychiatrickou kategorii pro destruktivní osobnosti jako Hitler: Nebezpečná vůdcovská porucha (DLD). Mayer identifikoval tři skupiny symptomatických behaviorálních singularit: 1. lhostejnost (projevující se např. vraždami odpůrců, rodinných příslušníků či občanů nebo genocidou); 2. netolerance (provozování cenzury tisku, vedení tajné policie nebo schvalování mučení); 3. sebevyvyšování (sebehodnocení jako „sjednotitele“ národa, přeceňování vlastní vojenské síly, identifikace s náboženstvím či nacionalismem nebo hlásání „velkého plánu“). Mayer přirovnal Hitlera ke Stalinovi a Saddam Hussein ; deklarovaným cílem tohoto návrhu psychiatrické kategorizace bylo poskytnout mezinárodnímu společenství diagnostický nástroj, který by usnadnil rozpoznání nebezpečných vůdčích osobností ve vzájemné shodě a opatření proti nim.  (Viz také Toxický vůdce . )

### Bipolární porucha: Jablow Hershman, Julian Lieb (1994)
V roce 1994 vydali spisovatel Jablow Hershman a psychiatr Julian Lieb svou společnou knihu Bratrstvo tyranů . Na základě známých Hitlerových biografií vyvinuli hypotézu, že Hitler – stejně jako Napoleon Bonaparte a Stalin – měli bipolární poruchu, což ho přimělo vstoupit do politiky a stát se diktátorem. 

### Porucha autistického spektra: Michael Fitzgerald (2004)
Michael Fitzgerald, profesor dětské a dorostové psychiatrie, publikoval hojnost patografií významných historických osobností, většinou s tím, že mají Aspergerův syndrom, který je v autistickém spektru . Ve své antologii vydané v roce 2004 Autismus a kreativita klasifikoval Hitlera jako „autistického psychopata“. Autistická psychopatie je termín, který rakouský lékař Hans Asperger vytvořil v roce 1944, aby označil klinický obraz, který byl později po něm pojmenován: Aspergerův syndrom, který nemá nic společného s psychopatií ve smyslu antisociální poruchy osobnosti . Fitzgerald hodnotil mnoho Hitlerových veřejně známých rysů jako autistických, zejména jeho různé fixace, jeho neživý pohled, jeho sociální neobratnost, nedostatek osobních přátelství a jeho sklon k monologickým projevům, které podle Fitzgeralda vyplývaly z neschopnosti vést skutečné rozhovory. 

## Kritika
Patografie jsou z definice díla o osobnostech, o nichž se autor domnívá, že jsou duševně narušené. Psychiatři se zabývají duševními chorobami a obvykle nepíší žádné odborné publikace o těch, které považují za duševně zdravé. K výjimkám dochází nanejvýš v rámci odborných diskurzů, v nichž jednotliví autoři konfrontují postoje kolegů, kteří podle mínění prvně jmenovaných chybně klasifikují určitou osobnost jako duševně nemocnou. V důsledku toho jsou práce, které prosazují názor, že konkrétní osobnost byla duševně zdravá, přirozeně nedostatečně zastoupena v celkovém korpusu patografické literatury. To platí i pro psychopatografii Adolfa Hitlera.
Někteří autoři popsali Hitlera jako cynického manipulátora nebo fanatika, ale popřeli, že by byl vážně duševně narušen; mezi nimi jsou britští historici Ian Kershaw, Hugh Trevor-Roper, Alan Bullock a AJP Taylor a v poslední době německý psychiatr Manfred Lütz.  Ian Kershaw dospěl k závěru, že Hitler neměl žádné velké psychotické poruchy a nebyl klinicky šílený.  Americký psycholog Glenn D. Walters v roce 2000 napsal: „Velká část debat o Hitlerově dlouhodobém duševním zdraví je pravděpodobně diskutabilní, protože i když trpěl značnými psychiatrickými problémy, dosáhl v Německu nejvyšší moci spíše navzdory těmto potížím než skrze ně." 

### Erik H. Erikson (1950)
Psychoanalytik a vývojový psycholog Erik Erikson zahrnul kapitolu o Adolfu Hitlerovi do své knihy z roku 1950 Dětství a společnost . Erikson mluvil o Hitlerovi jako o „histrionském a hysterickém dobrodruhovi“ a věřil, že v jeho autoportrétech existují důkazy o nerozpuštěném oidipovském komplexu . Nicméně věřil, že Hitler byl takový herec, že jeho sebevyjádření nebylo možné měřit běžnými diagnostickými nástroji. Ačkoli Hitler možná projevoval jistou psychopatologii, vypořádal se s ní extrémně kontrolovaným způsobem a účelně ji využíval. 

### Terry L. Brink (1974)
Terry Brink, student Alfreda Adlera, publikoval esej Případ Hitler (1975), ve kterém podobně jako výše uvedení autoři dospěl k závěru, že po svědomitém vyhodnocení všech záznamů neexistuje dostatek důkazů o tom, že by Hitler měl mentální porucha. Mnohé z Hitlerových chování je nutné chápat jako pokusy překonat těžké dětství. Mnohé z dokumentů a prohlášení, které byly citovány za účelem prokázání duševní choroby, však měly být považovány za nedůvěryhodné. Příliš důrazně se brala v úvahu například spojenecká propaganda a výmysly lidí, kteří se z osobních důvodů snažili distancovat od Hitlera.

### Frederick Redlich (1998)
Jedna z nejobsáhlejších Hitlerových patologií pochází od neurologa a psychiatra Fredericka Redlicha .  Redlich, který v roce 1938 emigroval z Rakouska do Spojených států amerických, je považován za jednoho ze zakladatelů americké sociální psychiatrie . Redlich ve svém díle Hitler: Diagnóza destruktivního proroka, na kterém pracoval 13 let, publikovaném v roce 1998, dospěl k přesvědčení, že Hitler skutečně projevil dostatek paranoie a obranných mechanismů, aby tím „naplnil učebnici psychiatrie“, ale že asi nebyl psychicky narušený. Hitlerovy paranoidní bludy „bylo možné považovat za příznaky duševní poruchy, ale největší část osobnosti fungovala normálně“. Hitler „věděl, co dělá, a dělal to s hrdostí a nadšením“. 

### Hans-Joachim Neumann, Henrik Eberle (2009)
Po dvou letech studia – mimo jiné deníků Theodora Morella – vydali lékař Hans-Joachim Neumann a historik Henrik Eberle v roce 2009 společnou knihu War Hitler krank? ("Byl Hitler nemocný?"), ve kterém dospěli k závěru: "Pro lékařsky objektivizované duševní onemocnění Hitlera neexistuje žádný důkaz".  